# Katja Alves

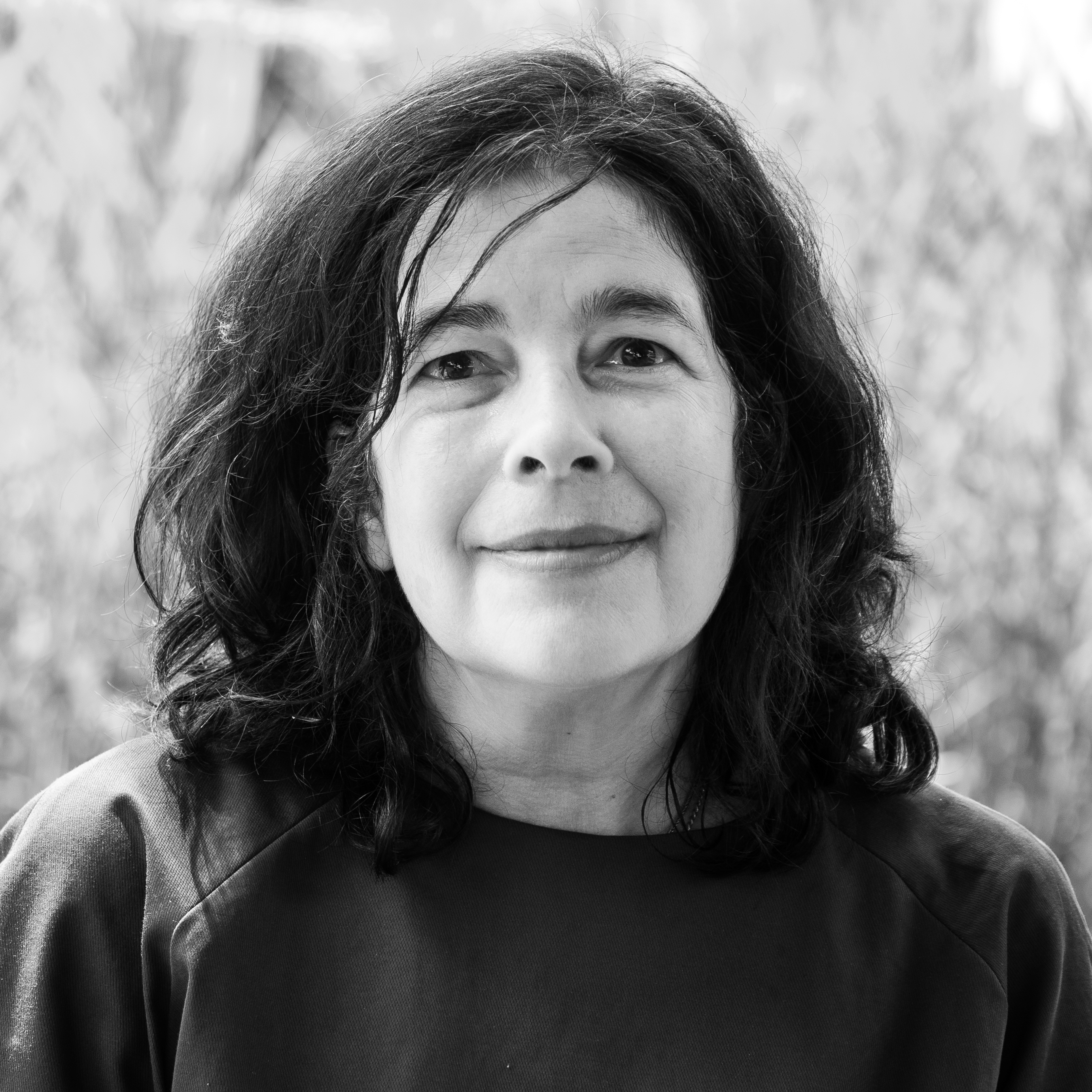
Katja Alves beim Hausacher Leselenz, 2016

Katja Alves (* 18. Juli 1961 in Coimbra) ist eine Schweizer Schriftstellerin.

## Leben und Werk
Katja Alves wurde in Coimbra, Portugal, geboren. Ihr Vater Armando Alves Martins war ein portugiesischer Architekt und Kunstmaler. Nach ihrer Geburt zog die Familie nach Zürich, woher die Mutter stammte (deren Vater der bekannte Romanist Arnald Steiger war). Alves und ihre ältere Schwester wuchsen in Zürich auf. Sie machte eine Lehre als Buchhändlerin und arbeitete nach dem Lehrabschluss einige Jahre im Beruf. Danach betätigte sie sich u. a. als Konzertagentin, ehe sie für Radio DRS zunächst als Dokumentalistin, dann als Musikredakteurin zu arbeiten begann. Daneben schrieb sie Kolumnen.
Ab Ende der 1990er Jahre begann Alves fürs Radio Texte und Hörspiele für Erwachsene und Kinder zu verfassen, zum Beispiel «Krokodilopolis», die Geschichte eines kleinen Krokodils. Daneben verfasste sie Sachbücher für Kinder und Erwachsene. 2010 erschien ihr erster Roman, das Jugendbuch «Beste Freundin gesucht». Neben ihrer Tätigkeit als Autorin arbeitete sie von 2006 bis 2019 für den NordSüd Verlag; ab 2009 war sie dessen leitende Lektorin. Seit 2019 ist sie als Leiterin Projekte im Jungen Literaturlabor JuLL in Zürich tätig. 
Bücher von Katja Alves wurden in verschiedene Sprachen (Bulgarisch, Chinesisch, Dänisch, Englisch, Estnisch, Französisch, Griechisch, Hebräisch, Koreanisch, Niederländisch, Portugiesisch, Russisch, Türkisch, Ukrainisch und Ungarisch) übersetzt.

## Preise
- 2004: «s'Goldig Chrönli» der Vereinigung zur Förderung Schweizer Jugendkultur für die Dialekt-Bearbeitung von Henning Mankells «Ein Kater schwarz wie die Nacht»
- 2007: Nomination für den Rundfunk «Prix Europa» für den Kurzkrimi «Rosen für Papa»
- 2012: Nomination für den Prix Chronos: «Beste Freundin dringend gesucht»
- 2014: Hörbuch des Monats, Josi und das verzauberte Niespulver (Sprecherin Tessa Mittelstaedt)
- 2018: Nomination für den Bookstar: «Erwischt, da bux»
- 2019: Werkbeitrag Literatur des Kantons Zürich
- 2019: Buch des Monats der Deutschen Akademie für Kinder- und Jugendliteratur: «Die Rache der schwarzen Katze und andere Schweizer Sagen»
- 2024: Nomination Alma (Astrid Lindgren Gedächtnis Preis)
- 2025: LitCam Shortlist Lesekicker – Bestes Fußballkinderbuch

## Publikationen

### Kinderbücher
- Globi bei den Löwen, Spiel und Nachschlagebuch rund um den Löwen. Globi Verlag, Zürich 2004
- Erste Hilfe mit Globi. Globi Verlag, Zürich 2005
- Gärtnern mit Globi. Globi Verlag, Zürich 2006
- Globis grosses Dessertbuch. Globi Verlag, Zürich 2007
- Eine Störchin namens Max, das Leben ist kein Froschbuffet. Tierschutz Verlag, Zürich 2009
- Der Bär JJ3, Das Leben ist kein Honigschlecken. Tierschutz Verlag, Zürich 2010
- Globis Buch vom Schweizer Brauchtum. Globi Verlag, Zürich 2010

- Beste Freundin dringend gesucht. Beltz & Gelberg, Weinheim 2010
- Gertrud und Gertrud. Mixtvision, München 2011
- 1000 Gründe warum ich unmöglich nach Portugal kann. Beltz & Gelberg, Weinheim 2012
- Elch Oskars wundersame Reise ins Weihnachtswunderland. Arena, Würzburg 2012
- Der Muffin-Club: Die süßeste Bande der Welt (Illustration Elli Bruder). Arena, Würzburg 2013. ISBN 978-3-401-70565-1
- Der Muffin-Club: Vier Freundinnen wirbeln los! (Illustration Elli Bruder). Arena, Würzburg 2013
- Henriette ist keine richtige Prinzessin (Illustration Daniela Kunkel). Hamburg, Ellermann 2013
- Karlottas fantastische Tierpension, Das fiese Sellerie-Komplott (Illustration Elli Bruder). Arena Bücherbär, Würzburg 2013
- Der Muffin-Club: Beste Freundinnen und das Super-Kaninchen (Illustration Elli Bruder), Arena, Würzburg 2014
- Der Muffin-Club: Allerbeste Freundinnen und der Anti-Schüchternheitsplan (Illustration Elli Bruder). Arena, Würzburg 2014
- Der Muffin-Club feiert Weihnachten (Illustration Elli Bruder). Arena, Würzburg 2014
- Der Muffin-Club: Die lustigste Klassenfahrt aller Zeiten (Illustration Elli Bruder). Arena, Würzburg, 2015
- Der Muffin-Club: Die süsseste Bande wird weltberühmt (Illustration Elli Bruder). Arena, Würzburg 2015
- Karlottas fantastische Tierpension (Illustration Elli Bruder). Arena Bücherbär, Würzburg 2015
- Ulff, die Backenhörnchen und eine irre Verfolgungsjagd (Illustration Trixi Schnefuss). Bilderbuch, Mixtvision, München 2015
- Der Muffin-Club: Vier Freundinnen und ein Abenteuer auf acht Pfoten. Würzburg Arena, 2016
- Der Muffin-Club: Weltbeste Freundin und ein starker Auftritt. Würzburg Arena, 2016
- Marie und der Vogelsommer. Beltz & Gelberg, Weinheim 2016
- Die supergeheime Pfötchen-Gäng. Der Zwei-Millionen Körnerschatz (Illustrationen Marta Balmaseda). Arena Würzburg, 2017
- Die supergeheime Pfötchen-Gäng. Die geheimnisvolle Glückskatze (Illustrationen Marta Balmaseda). Arena Würzburg, 2017
- Der Muffin-Club. Beste Freundinnen und der Bandenzoff (Illustrationen Elli Bruder). Arena Würzburg, 2017
- Die supergeheime Pfötchen-Gäng. Die rätselhafte Flüsterpost (Illustrationen Marta Balmaseda). Arena Würzburg, 2018
- Die supergeheime Pfötchen-Gäng. Das knifflige Krötenduell (Illustrationen Marta Balmaseda). Arena Würzburg, 2018
- Die kleine Eulenhexe. Willkommen im Zauberwald (Illustrationen Marta Balmaseda). Arena Würzburg 2018
- Der Muffin-Club. Vier Freundinnen auf dem Reiterhof (Illustrationen Elli Bruder). Arena 2018
- Leo Tüftelfuchs und die Mutmachmaschine (Illustrationen Sabine Sauter). Arena Würzburg 2019
- Die kleine Eulenhexe. Lustige Abenteuergeschichten (Illustrationen Marta Balmaseda). Würzburg 2019
- Die kleine Eulenhexe – Vollmondzauber um Mitternacht, Arena 2020
- Erste Hilfe mit Globi, Orell Füssli, 2020 (Lehrmittel)
- Das goldene BMX, da bux, 2021
- Pernille und die Geisterschwestern, Gut gespukt ist halb ermittelt, Arena, 2022
- Pernille und die Geisterschwestern, Fauler Zauber im Hotel Mirabell, Arena 2022
- Beste Freundinnen und ein Geheimnis auf vier Pfoten, Arena, 2022
- 10 kleine Eulen können nicht schlafen, Arena, 2022
- Im Winter wenn es dunkel ist, Atlantis Verlag, 2023
- Heidi, Barfuss in den Bergen, Carlsen, 2023
- Mafalda mittendrin, zwei Mäuse auf der Flucht, Magellan, 2023
- Mafalda mittendrin, ein Königreich für eine Katze, Magellan, 2024
- Mafalda mittendrin, Hühneralarm im Treppenhaus, Magellan, 2024
- Der beste Fußballer aller Zeiten, die Wahrheit ist nichts für Feiglinge, Harper Collins, 2024
- Elsie und das Karibu, Beltz & Gelberg, 2024

### Bücher für Erwachsene
- Profitieren Sie! Ferdydurke, Zürich 1992
- Mit Kindern in Zürich (mit Michael Lütscher). AT, Aarau 1999
- Darf man das? Ein Benimmbuch für unterwegs. Sanssouci, München 2006
- Dona Generosa hilft dem Leben auf die Sprünge. Huber, Frauenfeld 2007
- Gesundheit! Hausmittel, die helfen und heilen. Sanssouci, München 2008
- Erwischt. da bux, Buchs 2018
- Von der Wildnis im Museum (Beiträge), Mandelbaum Verlag 2021

## Hörspiele
Für Kinder
- E-Mails an Nele (DRS1, Zambo)
- Krokodilopolis (Radiokiosk)
- Henning Mankell: Ein Kater schwarz wie die Nacht (Dialekt Bearbeitung)
- Globi und der Schattenräuber, Globi beim Roten Kreuz, Phonag
- Team FLS – Hoteldetektive, Co-Autorenschaft, 2020
- Diverse Kurzhörspiele, 2021
- Bellascona, Kinderhörspiel, 2022
- Der grosse Bandwettbewerb, 2024

Für Erwachsene
- Diverse Schreckmümpfeli
- Morgegschicht auf DRS1 (2006–2009)

## Mitgliedschaften
- seit 2019 im Vorstand des Ad*S (Autorinnen und Autoren der Schweiz), seit 2023 Vizepräsidentin
- Mitglied der Programmkommission der JuKiLi der Solothurner Literaturtage (2016 – 2024)
- Mitglied bei Autillus, Verein Kinder- und Jugendbuchschaffender, Schweiz
- Jurypräsidentin der Zentralschweizer Literaturförderung (2018)